# Øjebæ
Øjebæ er en betegnelse for noget, der er grimt at se på. Udtrykket bruges ofte om arkitektoniske makværker: Grimme bygninger, forkert placerede bygninger, dårlig vedligeholdelse eller dårlig renovering osv.
Bygningsværker, der er blevet kaldt øjebæer:
- HT-terminalen på Rådhuspladsen i København[1]
- Holbæk Mega Center.[2]
- Odense Banegård Center[3]